# Список умерших в 1032 году

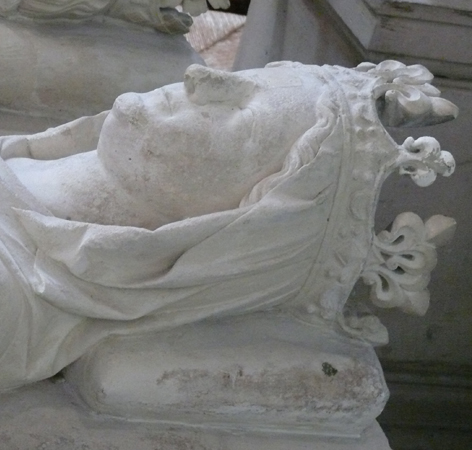
Констанция Арльская

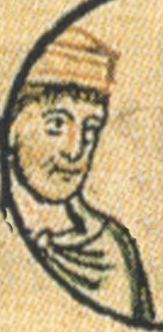
Рудольф III Ленивый

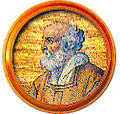
Иоанн XIX

В этой статье представлен список известных людей, умерших в 1032 году.
См. также: Категория:Умершие в 1032 году

## Январь
- 4 января — Захария[англ.] — патриарх Коптской православной церкви (1004—1032)

## Июль
- 26 июля — Констанция Арльская — королева Франции (1003—1031), жена короля Роберта II
- 29 июля — Матильда Швабская — герцогиня-консорт Каринтии (1004—1011), жена Конрада I

## Август
- 24 августа — Либентиус II[нем.] — архиепископ Бремена-Гамбурга (1029—1032)

## Сентябрь
- 6 сентября — Рудольф III Ленивый — последний король Бургундии с 993 года.

## Октябрь
- 4 октября — Санш VI Гильом — герцог Гаскони с 1009 года.

## Ноябрь
- 6 ноября — Иоанн XIX — папа римский с 1024 года
- 27 ноября — Зигфрид фон Вальбек — епископ Мюнстера (1022—1032)

## Дата неизвестна или требует уточнения
- Алдуин II — граф Ангулемский (1028—1032)
- Алтунташ — хорезм-шах с 1017 года
- Безприм — князь Польши (1031—1032), убит
- Гиллекомган[англ.] — мормэр Морея с 1029 года.
- Константин Диоген — византийский военачальник.
- Императрица Ли[англ.] — императрица-консорт Китая (997—1022), жена императора Жэнь-цзуна из династии Северная Сун
- Орсеоло, Оттон — венецианский дож (1009—1026).
- Роберт I — граф Оверни (с 1016).
- Юсуф Кадыр-хан — правитель Караханидского каганата (1025—1032) из буграханской (хасанидской) ветви династии Караханидов.